# ガマグチヨタカ科
ガマグチヨタカ科（がまぐちよたかか、学名 Podargidae）は、鳥類ヨタカ目の1科である。ガマグチヨタカ（蝦蟇口夜鷹）と総称される。

## 特徴
南アジア南部、東南アジア、ニューギニア島、オーストラリアなどに生息する。
嘴（くちばし）は扁平で、先が鉤状に曲がっている。嘴の付け根には剛毛が生えている。口が非常に大きく、和名の「ガマグチ（蝦蟇口）」はこれに由来する。口蓋は合顎型で、アブラヨタカ科・ズクヨタカ科と同じである。
多くの種で、褐色タイプと灰色タイプの2型を示す（雌雄や年齢の違いではない）。
昆虫食。夜行性。

## 系統と分類
ガマグチヨタカ科の系統的位置ははっきりしないが、アマツバメ目+ズクヨタカ科+ヨタカ科と姉妹群である可能性が高い。
ヨタカ目は側系統なので、複数の単系統の目に分割し、ガマグチヨタカ科をガマグチヨタカ目 Podargiformes の唯一の科とする説もある。
ガマグチヨタカ科には3属が属す。以前はガマグチヨタカ属 Batrachostomus（アジア産）・オーストラリアガマグチヨタカ属 Podargus（オーストラリア産）の2属に分けられていたが、Podargus の中で P. inexpectatus が孤立した系統位置にあることが判明し（ただし Podargus の単系統性は弱く支持された）、新属 Rigidipenna に移され R. inexpectata になった。またかつては、ガマグチヨタカ科 Batrachostomidae とオーストラリアガマグチヨタカ科 Podargidae の2科に分ける説もあったが、Rigidipenna の存在により、仮に分けるとすれば3科が必要になる。
|  | Daedalornithes（アマツバメ目+ズクヨタカ科） |
|  |                                             |
|  | ヨタカ科                                    |
|  |                                             |

|  | \| \| オーストラリアガマグチヨタカ属 \| \| \| \| \| \| Rigidipenna \| \| \| \| |
|  |                                                                                |
|  | ガマグチヨタカ属                                                               |
|  |                                                                                |
|  | オーストラリアガマグチヨタカ属                                                 |
|  |                                                                                |
|  | Rigidipenna                                                                    |
|  |                                                                                |

|  | オーストラリアガマグチヨタカ属 |
|  |                                |
|  | Rigidipenna                    |
|  |                                |

|  | Daedalornithes（アマツバメ目+ズクヨタカ科） |
|  |                                             |
|  | ヨタカ科                                    |
|  |                                             |

|  | \| \| オーストラリアガマグチヨタカ属 \| \| \| \| \| \| Rigidipenna \| \| \| \| |
|  |                                                                                |
|  | ガマグチヨタカ属                                                               |
|  |                                                                                |
|  | オーストラリアガマグチヨタカ属                                                 |
|  |                                                                                |
|  | Rigidipenna                                                                    |
|  |                                                                                |

|  | オーストラリアガマグチヨタカ属 |
|  |                                |
|  | Rigidipenna                    |
|  |                                |

Sibley分類ではヨタカ亜目 Caprimulgi（伝統的なヨタカ目に相当）ガマグチヨタカ下目 Podargides とされ、ヨタカ下目 Caprimulgide（他の全てのヨタカ目に相当）と姉妹群だ考えられていた。また、ガマグチヨタカ科とオーストラリアガマグチヨタカ科に分かれていた。

## 属と種
3属14種が属す。
- オーストラリアガマグチヨタカ属 Podargus
  - Podargus ocellatus, Marbled Frogmouth, チャイロガマグチヨタカ
  - Podargus papuensis, Papuan Frogmouth, パプアガマグチヨタカ
  - Podargus strigoides, Tawny Frogmouth, オーストラリアガマグチヨタカ
- Rigidipenna
  - Rigidipenna inexpectata, Cinnamon Frogmouth （= Podargus inexpectatus）
- ガマグチヨタカ属 Batrachostomus
  - Batrachostomus auritus, Large Frogmouth, オオガマグチヨタカ
  - Batrachostomus harterti, Dulit Frogmouth, サラワクガマグチヨタカ
  - Batrachostomus septimus, Philippine Frogmouth, フィリピンガマグチヨタカ
  - Batrachostomus stellatus, Gould's Frogmouth, ウロコガマグチヨタカ
  - Batrachostomus moniliger, Sri Lanka Frogmouth, セイロンガマグチヨタカ
  - Batrachostomus hodgsoni, Hodgson's Frogmouth, メスボシガマグチヨタカ
  - Batrachostomus poliolophus, Short-tailed Frogmouth, スマトラガマグチヨタカ
  - Batrachostomus mixtus, Bornean Frogmouth, ボルネオガマグチヨタカ （B. poliolophus から分離）
  - Batrachostomus javensis, Javan Frogmouth, ジャワガマグチヨタカ
  - Batrachostomus cornutus, Sunda Frogmouth, スンダガマグチヨタカ